# 雷德伍德福爾斯鎮區 (明尼蘇達州雷德伍德縣)
雷德伍德福爾斯鎮區（英語：Redwood Falls Township）是位於美國明尼蘇達州雷德伍德縣的一個行政鎮區，於1880年設立。

## 地方資料
雷德伍德福爾斯鎮區的面積為89.20平方千米，當中陸地面積為88.80平方千米，而水域面積為0.40平方千米。根據2020年美國人口普查的數據，當地共有人口178人，而人口密度為每平方千米2人。